# Француски Антили
Француски Антили (фр. Antilles françaises, или Француска западна Индија) су острва у Карипском мору која припадају Француској. Чине их два департмана: Мартиник и Гваделуп.

## Острва
- Гваделуп
- Мари Галант
- Мартиник
- Ле Дезирад
- Сен Мартен
- Сен Бартелеми

## Врхови
| Врх            | Надморска висина | Острво   |
| -------------- | ---------------- | -------- |
| Ла Суфриер     | 1467м            | Гваделуп |
| Гран Сен-Туше  | 1354м            | Гваделуп |
| Ла Курон       | 756м             | Гваделуп |
| Мон Пеле       | 1397м            | Мартиник |
| Питон де Карбе | 1196м            | Мартиник |

## Реке
| Река      | Улива се у...   | Острво   |
| --------- | --------------- | -------- |
| Ла Мустик | Карипско море   | Гваделуп |
| Лезар     | Карипско море   | Мартиник |
| Капол     | Атлантски океан | Мартиник |

## Градови
| Град          | Острво      |
| ------------- | ----------- |
| Бас Тер       | Гваделуп    |
| Ле Гозие      | Гваделуп    |
| Поант-а-Питр  | Гваделуп    |
| Ле-з-Абим     | Гваделуп    |
| Град-Анс      | Ла Дезирад  |
| Капестар      | Мари Галант |
| Форт де Франс | Мартиник    |
| Гран Каз      | Сен-Мартен  |